# Johann Sebastiani
Pour les articles homonymes, voir Sebastiani.
Johann Sebastiani est un compositeur allemand de musique baroque né à Weimar le 30 septembre 1622 et mort à Königsberg en 1683.

## Biographie
Johann Sebastiani passe une grande partie de sa vie à Königsberg où il est Kantor de la Cathédrale en 1661, puis Kapellmeister de la Cour en 1663. On suppose qu'il complète sa formation en Italie, où il fait sans doute italianiser son nom en Sebastiani.
Sa formation a probablement lieu dans l'entourage de Heinrich Schütz.

## Œuvre
On a conservé bien peu de choses de l'œuvre de Johann Sebastiani : une Passion selon saint Matthieu publiée en 1672 et quelques compositions liturgiques.
Dans sa Passion selon saint Matthieu, Sebastiani est l'héritier du style de Heinrich Schütz mais il innove en introduisant des chorals de tradition protestante dans le cours de la Passion : on retrouvera la trace de cette innovation beaucoup plus tard dans les Passions de Jean-Sébastien Bach.

## Discographie
- Matthäus Passion (1672) enregistrée en 1995 par le Ricercar Consort sous la direction artistique du musicologue Jérôme Lejeune.